# Laboratori d'idees

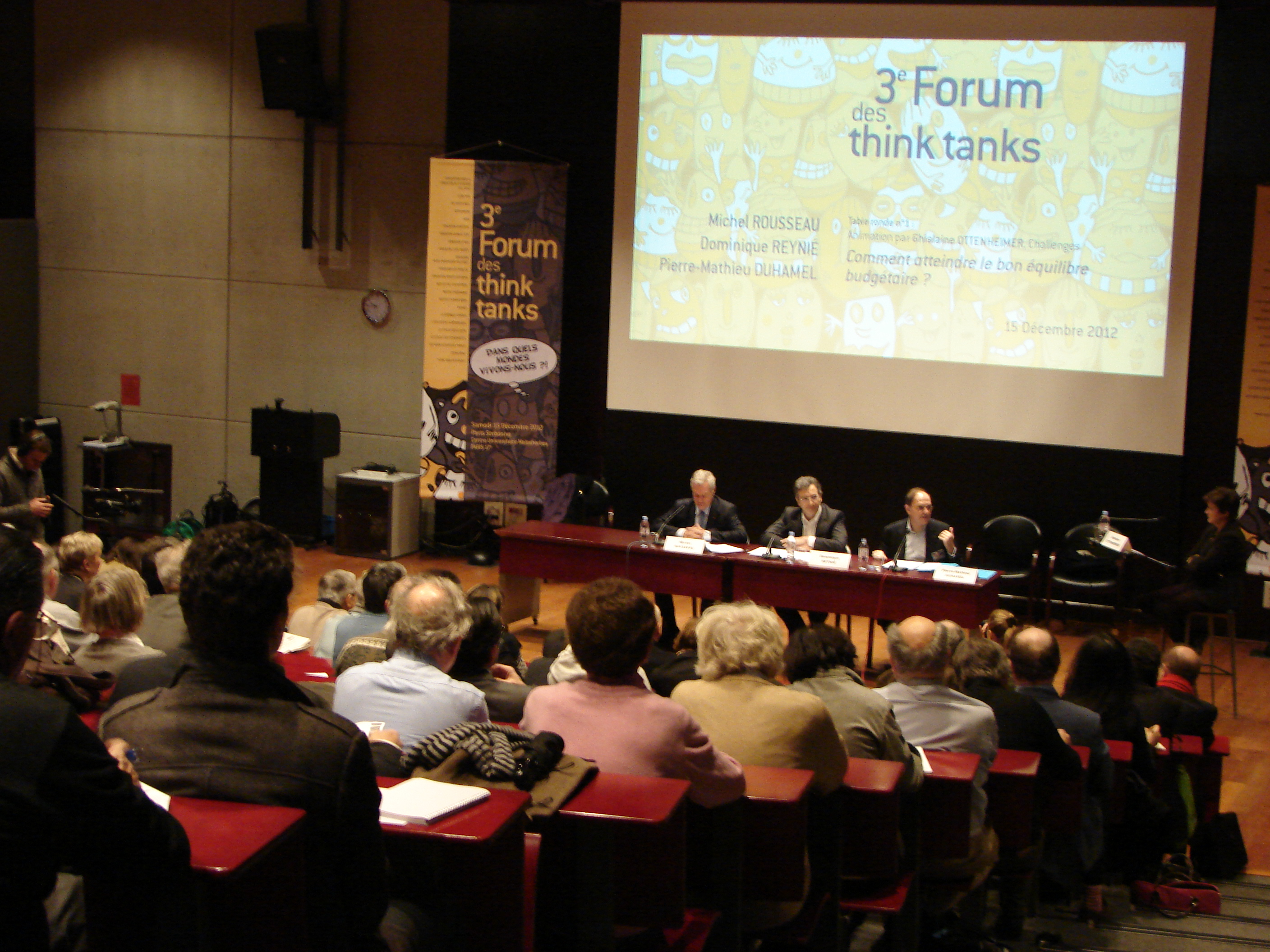
3r fòrum de think tanks a França, 2012

Una fàbrica d'idees o laboratori d'idees, conegut en anglès com a think tank, és una institució de recerca que ofereix consells i idees sobre assumptes polítics, econòmics, ecològics, socials o militars. N'hi ha que són independents, altres tenen connexions estretes amb partits polítics, lobbys de grups d'interès o d'empreses, institucions acadèmiques… Normalment aquest terme es refereix específicament a organitzacions on un grup d'estudiosos pluridisciplinaris elaboren anàlisis i recomanacions polítiques. El nom prové de l'anglès, per l'abundància d'aquestes institucions als Estats Units, i significa dipòsit on es pensa.
Solen ser institucions privades (sovint sota la forma de fundació o entitats sense ànim de lucre). Sobretot als Estats Units, n'hi ha que són molt influents en la política del país. A Europa tals institucions han començat a aparèixer, però llur capacitat d'influència sobre la política dels estats encara està molt lluny de la influència que tenen les americanes.

## Laboratoris d'idees delsPaïsos Catalans

### Sobre economia
- Cercle d'Economia (Barcelona, 1958), entitat formada per empresariat, professorat i economistes per analitzar l'economia espanyola.[2]
- Fundació Catalunya Oberta (FCO, Barcelona, 2001), presidida per Lluís Prenafeta i Garrusta; independent i liberal, «té com a objectius analitzar, defensar i promoure els valors de la societat oberta, la llibertat, la democràcia i l'economia de mercat» segons defineix a la seva pàgina web.[3]
- Centre d'Estudis Econòmics i Socials (CEES, Barcelona, 2005), fundat per Ignasi Farreres i Bochaca, que té per finalitat estudiar i investigar la realitat i la problemàtica econòmica i social catalana des d'una perspectiva humanista i democratacristiana.[4]
- Institut d'Estudis Econòmics Província d'Alacant (Alacant, 2007), representa l'únic grup de pressió alacantí d'empresaris.[5]
- Institut Ostrom Catalunya (Barcelona, 2018), especialitzat en política pública i economia, independent i amb un enfocament liberal. «Compromès amb el pluralisme, els drets civils, les societats obertes, les institucions inclusives i l'economia de lliure mercat».[6]

### Sobre educació
- Fundació Jaume Bofill, especialitzada en educació i innovació educativa.

### Sobre relacions internacionals
- Fundació Catalunya Europa (Barcelona), presidida per Pasqual Maragall i Mira i Ernest Maragall i Mira amb la col·laboració d'Antoni Castells i Oliveres; catalanisme, europeisme i defensora d'una Europa Federal[cal citació]
- Centre d'Estudis i Documentació Internacionals a Barcelona (CIDOB, Barcelona), que fou dirigit per Narcís Serra i Serra fins a gener de 2013, quan va succeir-lo Carles Alfred Gasòliba i Böhm[cal citació]
- Casa Àsia (Barcelona, 2001), dedicat a promoure un millor coneixement dels països asiàtics i del Pacífic.[3]
- Institut Europeu de la Mediterrània (IEMed, Barcelona, 1989), entitat de caràcter consorciat integrada per la Generalitat de Catalunya, el Ministeri d'Afers Exteriors i Cooperació i l'Ajuntament de Barcelona. Incorpora la societat civil mitjançant el seu Alt Patronat i el seu Consell Assessor format per universitats, empreses, entitats i personalitats mediterrànies de reconegut prestigi.[7]

### Sobre defensa
- Cercle d'Estudis Estratègics de Catalunya (CEEC), presidida per Miquel Sellarès, fa estudis i analitza qüestions de seguretat i defensa en clau nacional, al servei de Catalunya.
- Societat d'Estudis Militars, sobre política de defensa.

### Vinculades a partits polítics
- Cercle d'Estudis Sobiranistes, presidit per Alfons López Tena i Hèctor López Bofill; nacionalista. Fundació vinculada a Solidaritat per la Independència
- Fundació Antoni Maura, presidida per en Jaume Matas Palou; vinculada al PP balear.

## Laboratori d'idees a altres llocs del món

### Alemanya
Els partits polítics alemanys tenen serveis d'estudis com ara la Konrad Adenauer Stiftung del CDU amb la Friedrich-Ebert-Stiftung de l'SPD.

### Espanya
El més influent dels laboratoris d'idees espanyols és el Reial Institut Elcano d'Estudis Internacionals i Estratègics, creat el 2001 seguint l'exemple del Royal Institute of International Affairs (Chattham House) al Regne Unit, i molt vinculat al Govern de torn (actualment està presidit per Gustavo Suárez Pertierra, ministre al darrer govern d'en Felipe González).
Tanmateix durant els darrers anys Espanya ha registrat un intens desenvolupament d'organitzacions independents creades sota el mateix esperit de les fàbriques d'idees americans. Les més influents i no lligades a cap partit polític són el Barcelona Centre for International Afffairs, conegut com CIDOB, fundada el 1973 per Josep Ribera i Pinyol; i la Fundació per a les Relacions Internacionals i el Diàleg Exterior (FRIDE), fundada el 1999. FRIDE és el principal motor d'iniciatives com el Club de Madrid. un grup d'excaps d'Estat i de govern de tot el món que alimenten el canvi democràtic, o l'edició espanyola de la revista Foreign Policy].
Altres think tanks, aquests sí vinculats a partits polítics, són la FAES, liderada per l'expresident del Govern José María Aznar, del PP; o la Fundació Alternatives, vinculada als partits d'esquerres.

### Estats Units
Els Estats Units són probablement l'estat on més influència tenen els laboratoris d'idees. Cal citar per la seva importància el Project for the New American Century, el Cato Institute, la Hoover Institution, la Brookings Institution, la RAND Corporation o l'American Enterprise Institute.

### França
Les fàbriques d'idees més conegudes de França són l'Institut Montaigne, l'europeista Fondation Robert Schuman, la Fondation Concorde, l'Institut Targot, l'expert en geoeconomia Institut Choiseul i l'antiglobalització Fondation Copernic.
Lligats als partits polítics francesos trobam la Fundació per la innovació política amb la UMP, la Fondation Gabriel Péri amb el PCF, la Fondation Jean-Jaurès amb el PSF i la Fondation Robert Schuman amb la UMP.

### Grècia
A Grècia el PASOK està lligat a l'Institut de Polítiques Progressistes Andreas Papandreou, ΙΣΤΑΜΕ.

### Portugal
A Portugal hi ha Compromisso Portugal, una important fàbrica d'idees d'ideologia neoliberal.

### Regne Unit
La situació britànica és propera a l'americana en el nombre de fàbriques d'idees influents: Adam Smith Institute, Institut for Public Policy Research, Center for Policy Studies.

## Principals fàbriques d'idees mundials
Ordenats per any de fundació.
| Nom                                                                           | Àmbit                                                                            | Orientació política           | País         | Pressupost (approx.) | Fundat el |
| ----------------------------------------------------------------------------- | -------------------------------------------------------------------------------- | ----------------------------- | ------------ | -------------------- | --------- |
| Fabian Society                                                                | generalista                                                                      | centreesquerra                | Regne Unit   |                      | 1884      |
| Brookings Institution                                                         | generalista                                                                      | centre                        | Estats Units |                      | 1916      |
| Hoover Institution                                                            | generalista                                                                      | republicà                     | Estats Units |                      | 1919      |
| Council on Foreign Relations                                                  | relacions internacionals                                                         |                               | Estats Units | 25 Mns $             | 1921      |
| American Enterprise Institute                                                 | generalista                                                                      | neoconservador                | Estats Units | 30 Mns $             | 1943      |
| RAND Corporation                                                              | generalista                                                                      |                               | Estats Units |                      | 1945      |
| EGMONT - Institut royal des relations internationales (EGMONT)                | relacions internacionals                                                         |                               | Bèlgica      |                      | 1947      |
| Adam Smith Institute                                                          | economia                                                                         | liberal                       | Regne Unit   |                      | 1971      |
| Heritage Foundation                                                           | generalista                                                                      | conservador                   | Estats Units |                      | 1973      |
| Institut Fraser                                                               | generalista                                                                      | neoliberal                    | Canadà       | 11 Mns $             | 1974      |
| Institut de l'entreprise                                                      | economia                                                                         |                               | França       |                      | 1975      |
| Cato Institute                                                                | generalista                                                                      | llibertari                    | Estats Units | 20 Mns $             | 1977      |
| Institut français des relations internationales (IFRI)                        | relacions internacionals                                                         |                               | França       |                      | 1979      |
| Institut Choiseul                                                             | relacions internacionals                                                         |                               | França       |                      | 1997      |
| Institut français pour la recherche sur les administrations publiques (iFRAP) | generalista                                                                      | liberal                       | França       |                      | 1985      |
| Institut de relations internationales et stratégiques (IRIS)                  | relacions internacionals                                                         |                               | França       |                      | 1990      |
| Institut Turgot                                                               | generalista                                                                      | liberal                       | França       |                      | 1990      |
| Confrontations Europe                                                         | construcció europea                                                              | centre esquerra               | França       | 1,5 Mns €            | 1991      |
| Fondation Robert Schuman                                                      | construcció europea                                                              | centre                        | França       |                      | 1991      |
| Fondation de Service politique                                                | generalista                                                                      | doctrina social de l'Església | França       |                      | 1992      |
| Nostra Europa                                                                 | construcció europea                                                              |                               | Europa       |                      | 1996      |
| Fondation Concorde                                                            | generalista                                                                      |                               | França       |                      | 1997      |
| Project for the New American Century (PNAC)                                   | relacions internacionals                                                         |                               | Estats Units |                      | 1997      |
| Fondation Copernic                                                            | generalista                                                                      | esquerra                      | França       |                      | 1998      |
| Institut Montaigne                                                            | generalista                                                                      | liberal                       | França       |                      | 2000      |
| Institut de recherche et d'informations socioéconomique                       | economia, social                                                                 | esquerra                      | Canadà       |                      | 2000      |
| Institut économique de Montréal                                               | economia                                                                         | neoliberal                    | Canadà       | 1,2 Mns $            | 2000      |
| La République des idées]                                                      | generalista                                                                      | social-liberal                | França       |                      | 2002      |
| Institut Thomas More                                                          | generalista                                                                      | conservador-liberal           | Europa       |                      | 2003      |
| Fondation pour l'innovation politique                                         | generalista                                                                      | centre dreta                  | França       |                      | 2004      |
| Euroreflex                                                                    | construcció europea                                                              |                               | Europa       |                      | 2005      |
| Fondation Res Public                                                          | República Francesa, globalització, diàleg de les civilitzacions i de les nacions | republicà cívic               | França       |                      | 2005      |
| Bruegel                                                                       | economia                                                                         |                               | Europa       |                      | 2005      |
| Fondation Prometheus                                                          | Política, economia, globalització                                                |                               | França       |                      | 2005      |